# 阿卡湍蛙
阿卡湍蛙（学名：Amolops akhaorum）是赤蛙科湍蛙属的一个物种，2007年发现于老挝境内的南木哈国家保护区，为当地的一个独有物种。其种加词“akahaorum”取自当地居民阿卡人，以纪念他们帮助了发现该物种的团队进行的实地考察。

## 描述
成年雄性阿卡湍蛙的吻肛长为35—37毫米（1.4—1.5英寸），雌性未知；整体外观较为修长。阿卡湍蛙的头部侧面为黑色，较长，从背面看，吻呈钝尖状并突出到下颌之外，轮廓呈圆形，拥有明显的圆形鼓室和独特的内眦；手指上有较大的吸盘，没有蹼，而脚趾的吸盘较小，且有蹼，皮肤整体光滑，背部呈绿色，有一些大而凸起的黑色结节。阿卡湍蛙的内眦上有一条狭窄的金色条纹，从鼻尖开始，沿着上眼睑边缘和背外侧褶皱的上方一直延伸到骶骨。

## 生态环境与保护
阿卡湍蛙的类型系列发现于南木哈保护区海拔约1000米（3300英尺）的常绿山林之中，在研究中被科学团队于夜间采集的湍蛙栖息于岩石、叶子、长满苔藓的藤蔓和溪边倒下的树干上，均为雄性，它们均没有发出过求偶的蛙鸣。
截至2023年年底，除了其类型产地外，其他地方尚未报导过该类物种。國際自然保護聯盟尚未评估阿卡湍蛙的保护状况。